# Gregorian

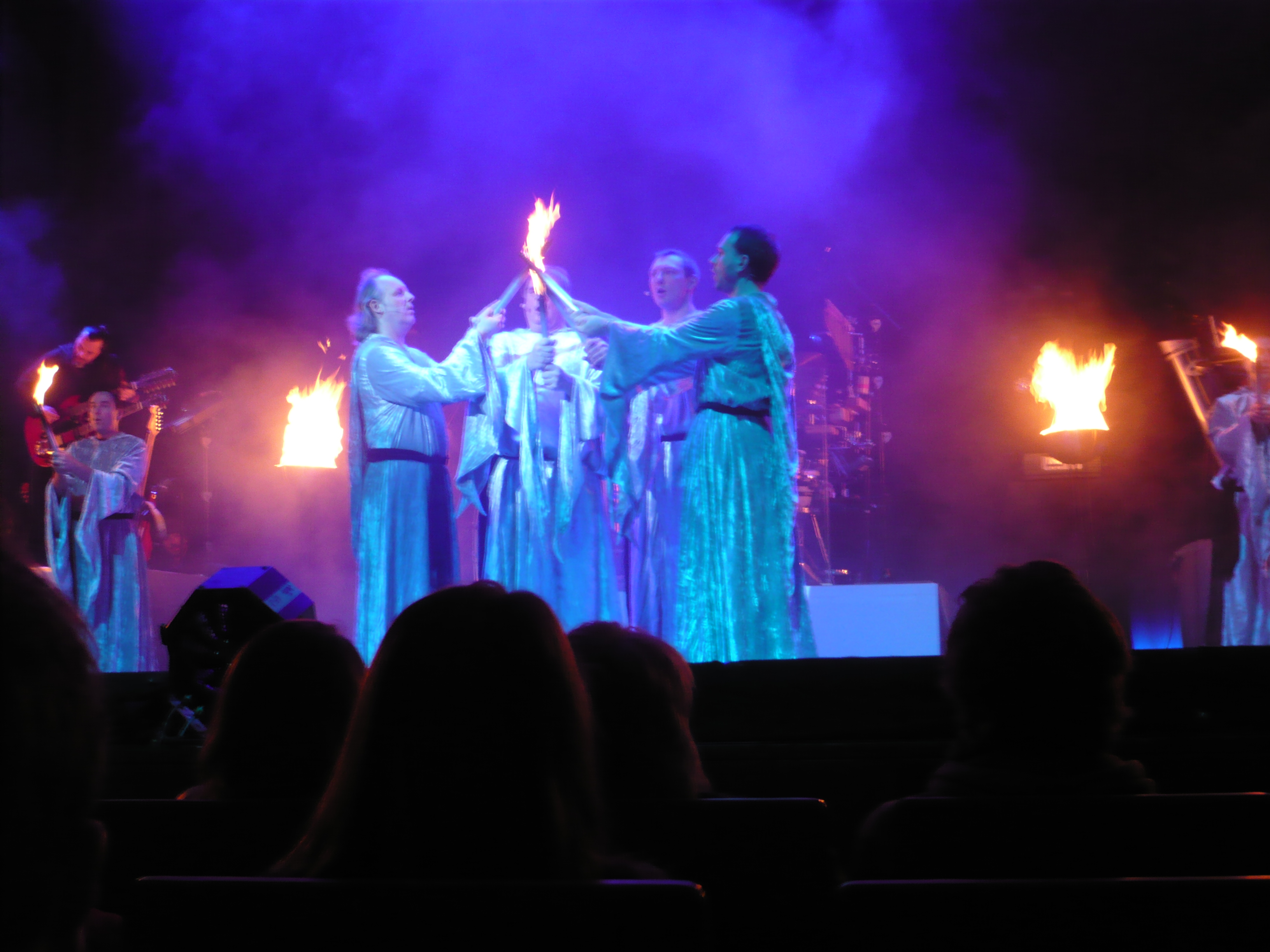
Gregorian live i Konzerthaus, Freiburg
6 december 2009.

Gregorian är ett tyskt coverband lett av Frank Peterson, som sjunger Gregoriansk sång-inspirerade versioner av moderna låtar.
Bandet har släppt 15 album (Masters of the Chant Chapter I-X, The Dark Side, The Dark Side of the Chant, Winter Chants, Christmas Chants och Epic Chants) samt ett flertal andra blandskivor och singlar.

## Diskografi
Masters of Chant-album
- 1999: Masters of Chant
- 2001: Masters of Chant Chapter II
- 2002: Masters of Chant Chapter III
- 2003: Masters of Chant Chapter IV
- 2004: The Dark Side
- 2006: Masters of Chant Chapter V
- 2007: Masters of Chant Chapter VI
- 2009: Masters of Chant Chapter VII
- 2010: Dark Side of the Chant
- 2011: Masters of Chant Chapter VIII
- 2012: Epic Chants
- 2013: Masters of Chant Chapter IX
- 2014: Winter Chants
- 2015: Masters of Chant X: The Final Chapter
- 2017: Holy Chants

Andra album
- 1991: Sadisfaction
- 2005: The Masterpieces (Best of CD och Live DVD)
- 2006: Christmas Chants
- 2007: Masters of Chant (Curb Records)
- 2011: Best of 1990–2010
- 2016: Live! Masters Of Chant - Final Chapter Tour
- 2017: Masters of Chant — The Platinum Collection

Singlar
- 1991: "So Sad man"
- 1991: "Once in a Lifetime"
- 1999: "Masters of Chant"
- 2000: "I Still Haven't Found What I'm Looking For"
- 2000: "Losing My Religion"
- 2001: "Moment of Peace"
- 2001: "Voyage Voyage"
- 2002: "Join Me"
- 2003: "The Gift"
- 2003: "Angels"
- 2004: "Where the Wild Roses Grow"
- 2010: "O Fortuna"